# 鬼籠野村
鬼籠野村（おろのむら）は、徳島県にあった村である。1955年3月31日、合併して名西郡神山町となり消滅した。地名としては現在も残っており、神山町内には鬼籠野公民館や、鬼籠野郵便局などが存在している。

## 地理
- 山：二秀峯
- 川：鮎喰川、鬼籠野谷川

### 隣接していた自治体
- 徳島市
- 名西郡 阿野村・神領村
- 名東郡 佐那河内村

## 歴史
- 1889年10月1日 - 町村制施行に伴い、名西郡鬼籠野村が村制施行し鬼籠野村成立。
- 1955年3月31日 - 名西郡阿野村、神領村、下分上山村、上分上山村と合併して神山町となり消滅。

## 交通

### 道路
一般道路
- 国道438号

都道府県道
- 徳島県道21号神山鮎喰線
- 徳島県道207号鬼籠野国府線

## 観光
- 鬼籠野神社
- 立岩神社 - 天岩戸伝説がある。
- 真光寺 - 阿波北方二十四輩霊場2番札所
- 神光寺 - のぼり藤で有名な寺。
- 立見峠
- 鬼籠野 灯りのオブジェ（鬼籠野公民館周辺の農地） - 約5haの農地一面にろうそくを並べ点灯し、ライトアップする。